# Oğulcan Çağlayan
Oğulcan Çağlayan (* 22. März 1996 in Ankara) ist ein türkischer Fußballspieler.

## Karriere

### Verein
Çağlayan kam in Altındağ, einem Stadtteil der türkischen Hauptstadt Ankara auf die Welt. Hier begann 2006 er in der Jugend von Bahçelerüstü Spor mit dem Vereinsfußball. Bereits ein Jahr später holte Ankaraspor Çağlayan in seine Nachwuchsabteilung. Ab 2010 durchlief Çağlayan zusammen mit seinem Teamkollegen Furkan Soyalp die Nachwuchsabteilungen von Bursa Merinosspor und Bursaspor.
2012 bemühte sich Galatasaray Istanbul um eine Verpflichtung Çağlayans, konnte aber keine Einigung mit dessen Klub finden. Schließlich wechselte  Çağlayan im Frühjahr 2014 dann zu Gaziantepspor und unterschrieb hier einen Zweijahresvertrag. Sein Profidebüt gab er am 14. Februar 2014 in der Ligapartie gegen Çaykur Rizespor.
In der Winterpause 2014/15 wechselte er zum Ligarivalen Kayseri Erciyesspor. Hier avancierte er zu einem der Shootingstars der Rückrunde. Nachdem sein Verein aber den Klassenerhalt verfehlt hatte, wurde er für die Saison an den Stadtpartner und Erstligisten Kayserispor ausgeliehen.
Zur Saison 2016/17 wechselte er zum Erstligisten Çaykur Rizespor. Bereits in seiner ersten Saison stieg er mit diesem Verein ab, erreichte er zum Saisonende 2017/18 mit ihm die Meisterschaft der TFF 1. Lig und damit den direkten Wiederaufstieg in die Süper Lig. Für die Spielzeit 2018/19 wurde er an den Zweitligisten Gazişehir Gaziantep FK ausgeliehen. Zur Saison 2019/20 kehrte Çağlayan zu Çaykur Rizespor zurück und kam zu 22 Ligapartien und traf dabei drei Tore. Am 11. August 2020 wechselte der Stürmer ablösefrei zu Galatasaray Istanbul. Çağlayan wurde für den Rest der Saison 2021/22 an Eyüpspor ausgeliehen. Am 8. September 2022 wurde der Stürmer an Giresunspor ausgeliehen. Giresunspor und Çağlayan trennten sich vorzeitig und der Stürmer wurde für die Rückrunde der Saison an den Zweitligisten Pendikspor verliehen.
Im September 2023 wurde der Vertrag zwischen Çağlayan und Galatasaray Istanbul aufgelöst.

### Nationalmannschaft
Çağlayan durchlief ab der türkischen U-16-Nationalmannschaft die meisten Jugendnationalmannschaften seines Landes.

## Erfolge
Mit Çaykur Rizespor
- Meister der TFF 1. Lig und Aufstieg in die Süper Lig: 2017/18

Mit Gazişehir Gaziantep FK
- Play-off-Sieger der TFF 1. Lig und Aufstieg in die Süper Lig: 2018/19

Mit Pendikspor
- Play-off-Sieger der TFF 1. Lig und Aufstieg in die Süper Lig: 2022/23